# Fundacja Mondo Cane
Fundacja na Rzecz Ochrony Praw Zwierząt MONDO CANE (Fundacja MONDO CANE) - organizacja społeczna, której głównym celem jest działanie na rzecz humanitarnego traktowania zwierząt poprzez stanowienie prawa dla zwierząt, edukację jak i zapewnienie im odpowiednich warunków bytowania na co dzień. Prezesem Fundacji jest Katarzyna Śliwa-Łobacz -konsultant społeczny w Parlamentarnym Zespole Przyjaciół Zwierząt. Wiceprezesem Fundacji jest wybitna aktorka i obrończyni zwierząt - Anna Chodakowska. 
Inspektorzy Społeczni ds. Ochrony Zwierząt z Fundacji MONDO CANE przeprowadzają ok. 200 interwencji rocznie mających zapobiegać aktom okrucieństwa wobec zwierząt. Jako organizacja, której statutowym celem jest działanie na rzecz ochrony zwierząt Fundacja MONDO CANE bierze udział jako oskarżyciel posiłkowy w sprawach karnych przeciwko osobom, które dopuściły się znęcania nad zwierzętami lub dopuściły się nieprzestrzegania Ustawy o ochronie zwierząt. 
Fundacja skupia obecnie 10 jednostek terenowych:
- Inspektorat woj. mazowieckie;
- Inspektorat w Jeleniej Górze;
- Inspektorat w Sosnowcu;
- Inspektorat w Gdyni;
- Inspektorat w Białymstoku;
- Wolontariat w Swarzędzu;
- Wolontariat w Grudziądzu;
- Wolontariat w Elblągu;
- Wolontariat w Górze-Luboszycach (woj. opolskie)
- Wolontariat w Białobrzegach